# Антарафасіальна реакція
Антарафасіальна реакція (рос. антараповерхностная реакция, англ. antarafacial reaction) — хімічна реакція, що здійснюється шляхом взаємодії двох центрів з протилежної сторони площини даного молекулярного фрагмента. Коли змінна частина молекули включає два атоми, зв'язані тільки σ-зв'язками, то до антарафасіальних належать реакції, що відбуваються при двох таких центрах за участі орбіталей в протилежних фазах.
Синонім антараповерхнева реакція є менш вдалим, оскільки мова йде не про поверхню, а про площину, відносно якої розглядаються переміщення атомів.